# Vasile Berinde
Vasile Berinde (n. 25 iunie 1899, Câmpul lui Neag - d. în sec. al XX-lea) a fost un deputat în Marea Adunare Națională de la Alba Iulia, organismul legislativ reprezentativ al „tuturor românilor din Transilvania, Banat și Țara Ungurească”, cel care a adoptat hotărârea privind Unirea Transilvaniei cu România, la 1 decembrie 1918.:p. 42

## Biografie
Vasile Berinde s-a năcut în comuna Câmpul lui Neag, plasa Petroșani, județul Hunedoara, la data de 25 iunie 1899. În privința studiilor, a terminat cu brio școala de ofițeri în rezervă din Bruck-Kiralyhida, iar la 20 decembrie 1925 a finalizat studiile la Academia Teologică din Blaj, după care a fost hirotonit preot pentru parohia Câmpul lui Neag, unde a rămas până în 1936, după care a fost mutat în parohia Iscroni.:p. 42-43

### Activitatea în război
În 1916 a condus ca voluntar armata română pe munții Dulișa-Bilugu-Făgețel. În 1917 a fost închis până în 10 octombrie de maghiari în Cluj, din cauza sprijinului acordat românilor în anul anterior. Până la sfârșitul războiului a desfășurat diverse acțiuni de instigare a românilor din armata austro-ungară la nemulțumiri și revolte. În noiembrie 1918 a înființat Garda Națională din Câmpul lui Neag. În 1919 a condus în calitate de comandant plutonul II, campania a 5-a, regimentul 2 în luptele de pe Tisa, ulterior fiind promovat la gradul de sublocotenent. În timpul războiului a fost și confesor militar al Spitalului de Campanie nr. 261 Cruce roșie.:p. 43

## Activitatea politică

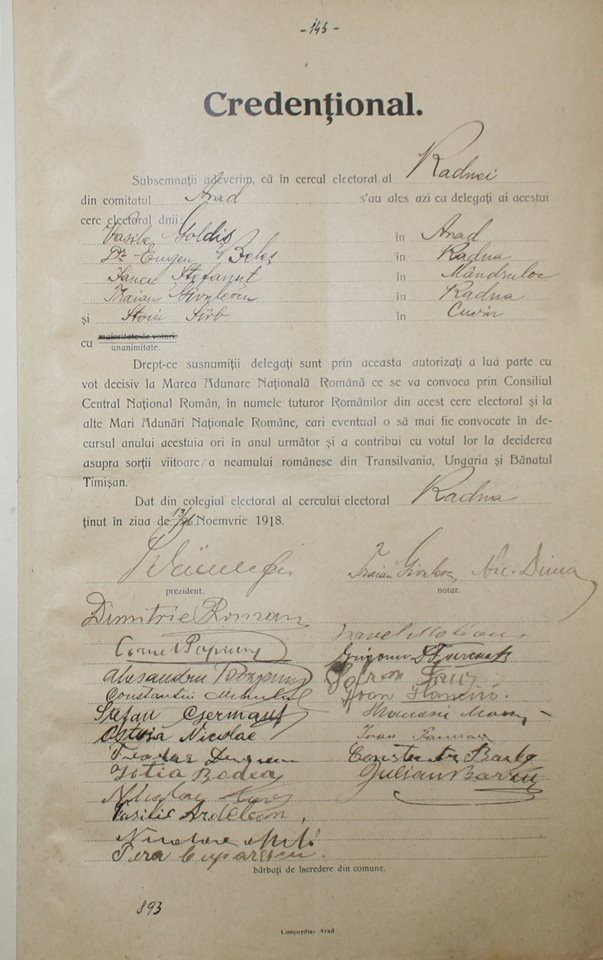
Credențional

A fost președintele Consiliului Național Român din Câmpul lui Neag și a participat la Marea Adunare Națională de la Alba Iulia din 1 decembrie 1918 în calitate de deputat al cercului electoral din Câmpul lui Neag.:p. 43

## Recunoaștere
A fost decorat cu decorația Ferdinand cu spade pentru munca de voluntariat și cea din cadrul Gărzilor Naționale Române din Ardeal între 1918-1919, decorația Victoria inter aliată și Crucea comemorativă bareta Tisa.:p. 44